# Rolnictwo w Afryce
Rolnictwo w Afryce – znacząca gałąź gospodarki, która ma znaczny udział w zatrudnieniu. Całe afrykańskie rolnictwo wykazuje niski stopień mechanizacji oraz kultury rolnej, co powoduje, że najczęściej nie pokrywa ono podstawowych potrzeb. W wielu krajach na południu Afryki występują problemy związane z dekolonizacją i nieudanymi reformami. Kolejnymi czynnikami wpływającymi negatywnie na rozwój rolnictwa są słabe gleby. Afryka ma jednak bardzo korzystny agroklimat pozwalający na uprawę roślin ciepłolubnych. Okres wegetacyjny roślin trwa na większości terenu przez cały rok.

## Czynniki fizycznogeograficzne

### Agroklimat
Większość terenu charakteryzuje się całorocznym okresem wegetacyjnym. Temperatura poniżej 5 °C spada tylko na bardzo niewielkich obszarach na południu kontynentu. Tam też w górach występują przymrozki. Wysoka temperatura w połączeniu z dużym nasłonecznieniem stwarza korzystne warunki do rozwoju biomasy.
Niekorzystnymi czynnikami klimatycznymi dla rozwoju biomasy są opady i ich rozłożenie. Na terenie kontynentu występują zarówno obszary zbyt suche (pustynie), jak i zbyt wilgotne dla rolnictwa. Niekorzystne jest również zjawisko występowania pory deszczowej i suchej na obszarach przejściowych. Układ pór termicznych i deszczowych jest jednak korzystniejszy niż w strefie śródziemnomorskiej, gdyż na sawannach pory deszczowe są gorące.

### Gleby

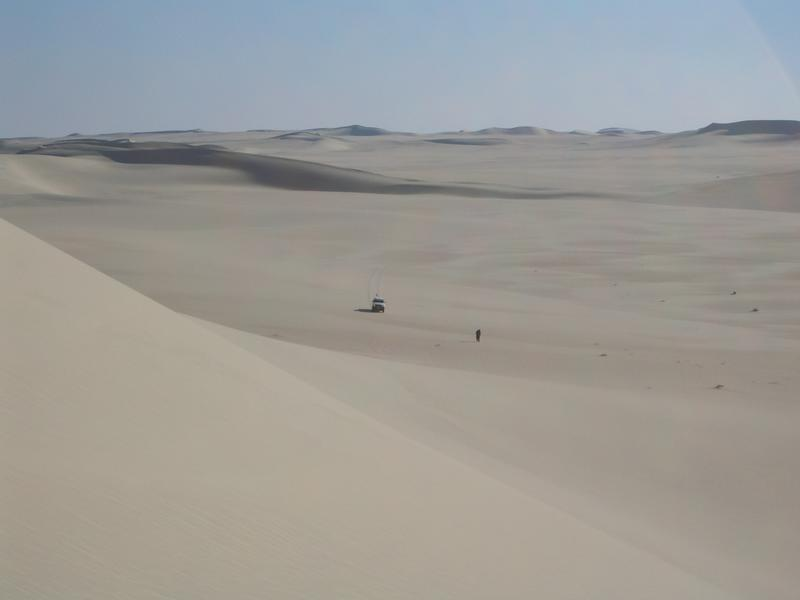
Szaroziemy na Saharze

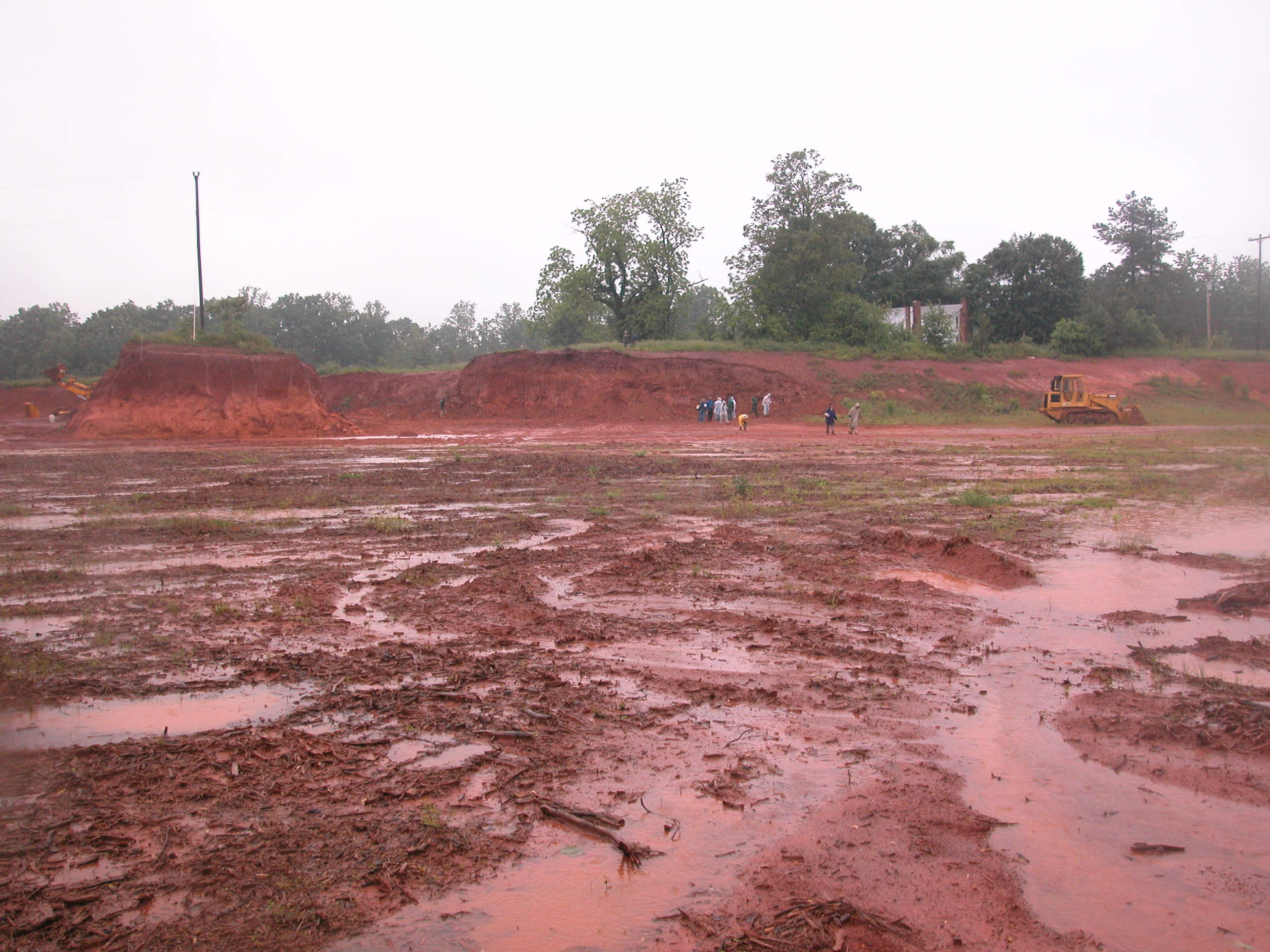
Czerwonoziemy

Afryka ma zróżnicowaną pokrywę glebową, która zależy od strefy klimatycznej, szaty roślinnej oraz rzeźby terenu. Pokrywa glebowa jest symetryczna względem równika, z wyłączeniem górskich obszarów na wschodzie i północy kontynentu oraz znacznego obszaru Sahary. W Afryce równikowej dominują gleby laterytowe wilgotnych lasów oraz czerwonoziemy i gleby czerwono-brązowe. W strefie sawann dominują czerwonoziemy. Pomiędzy strefą sawann a Saharą występują gleby czerwono-bure, sporadycznie występują również czarnoziemy. Na Saharze oraz w Afryce południowej występują gleby piaszczyste i żwirowe (gleby inicjalne). Często ze względu na zasolenie występują gleby słone (Sołonczaki i Sołońce). W interiorze Sahary występują charakterystyczne szaroziemy. W dolinach dużych rzek występują gleby rzeczne (mady). W strefie śródziemnomorskiej występują Terra-rosa, gleby brązowe, brunatne gleby górskie oraz gleby suchych lasów – gleby te są charakterystycznymi glebami wybrzeża Morza Śródziemnego. W Wielkich Rowach Afryki występują gleby bielicowe, gleby łąk górskich oraz gleby wulkaniczne. Przyczyną powstawania gleb o odcieniu czerwonym są tlenki żelaza, które wnikają w głąb profilu glebowego. Gleby w strefie wilgotnej mają konsystencję przypominającą glinę, natomiast w strefie suchej gleby składają się z utworów luźnych.
Regionalizacja glebowo-geologiczna świata, zakładająca podział świata na 13 sektorów, wyróżnia na obszarze Afryki 5 sektorów glebowych:
- 9. Sektor oglejonych gleb wapienno-próchnicznych, wertisoli, górskich brunatnoziemów, suchowęglanowych gleb kotlin śródgórskich;
- 10. Sektor południowoafrykański;
- 11. Sektor gleb sucho-węglanowych i sucho-sołońcowych, reliktowych pokryw solnych, górskich wapienno-próchnicznych gleb stepowych oraz węglanowo-próchnicznych gleb stepowych oraz węglanowo-próchniczncyh oglejonych z fragmentami górskich brunatnoziemów;
- 12. Sektor ferroziemów, wertisoli, gleb sucho-sołońcowych, reliktowych laterytów, górskich gleb fluwo-feralitowych, wysokogórskich kwaśnych gleb alferhumusowych i kwaśnych gleb darniowych;
- 13. Sektor fluwo-feralitowych i fluwo-fersalitowych, fersalitowych gleb glejowo-eluwialnych i laterytowych z fragmentami ferroziemów i wertisoli, górskich afterhumusowych i kwaśnych gleb darniowych.

### Hydrologia

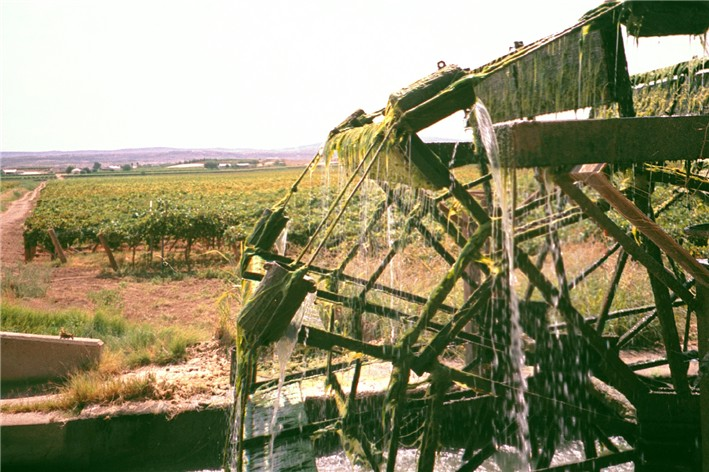
Młyn na rzece Oranje w Republice Południowej Afryki

Hydrologia Afryki jest bardzo zróżnicowana. Na olbrzymich obszarach pustyń występują tylko rzeki epizodyczne lub okresowe, z kolei w innych rejonach tworzą się wielkie rzeki mające kilka tysięcy km długości i przepływ w ujścia rzędu kilkunastu tysięcy m³ na sekundę. Większość jezior znajduje się w Wielkich Rowach Afryki. Największym jeziorem bezodpływowym jest Czad, który w wyniku katastrofy ekologicznej wysycha. Granica wiecznego śniegu znajduje się na wysokości ponad 4000 m n.p.m. jedynie na Kenii granica ta wynosi 3950 m, jest to kontynent o najwyższej granicy wiecznego śniegu. Wody gruntowe zalegają głęboko, gdzieniegdzie tworząc baseny artezyjskie.
Wody gruntowe w Afryce mają dwojakie pochodzenie. W większości są zasilane opadami, jednakże w pobliżu wybrzeży dochodzi do infiltracji wód morskich. W Afryce Północnej są warunki do tworzenia basenów artezyjskich, które w niektórych miejscach tworzą źródła, jednak wydostając się na powierzchnię tworzą słone źródła. W kotlinie Kalahari wody gruntowe są słone. Zasolenie to jest spowodowane infiltracją przez słone piaski.

## Czynniki pozaprzyrodnicze

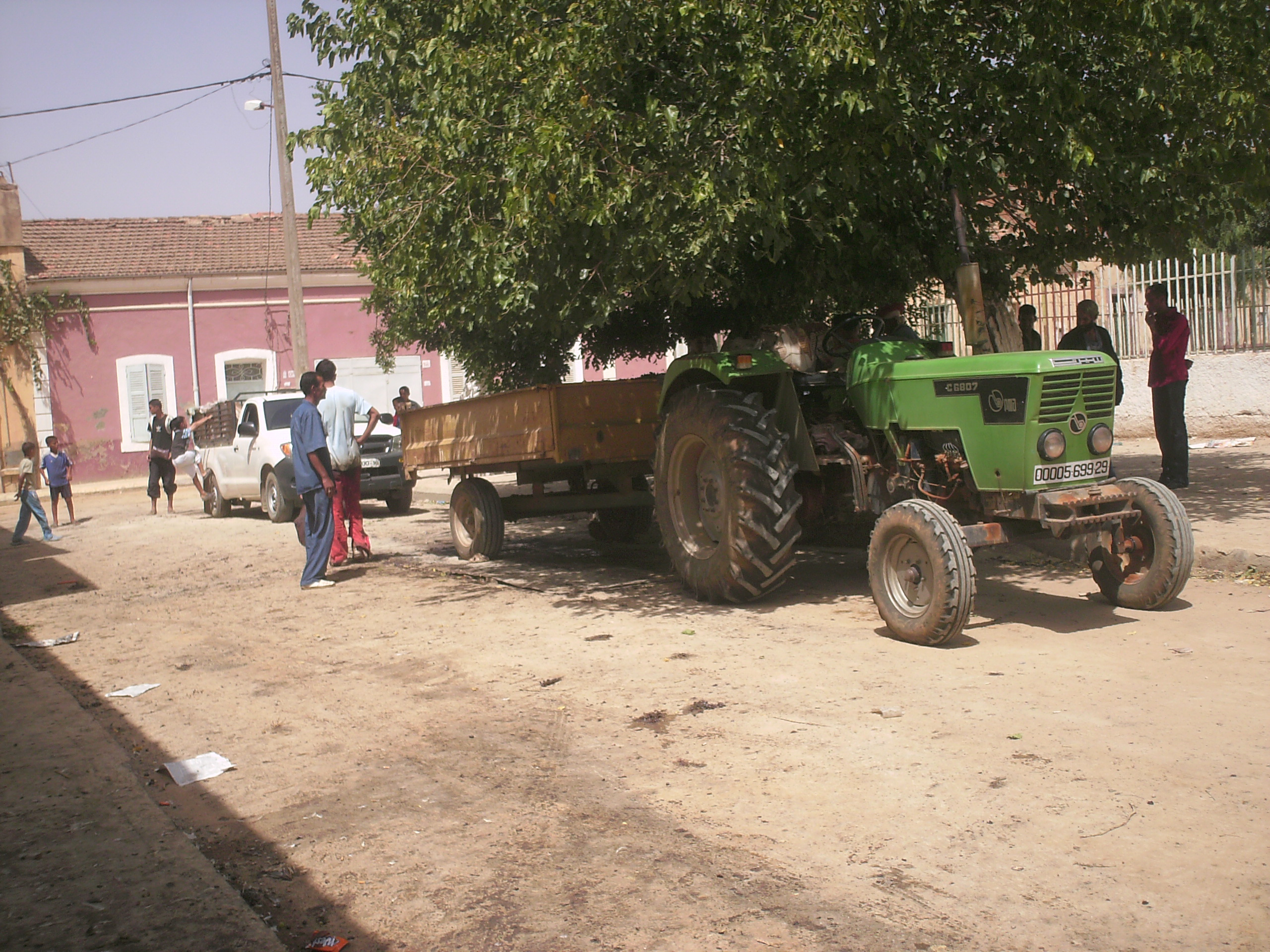
Traktor w Algierii

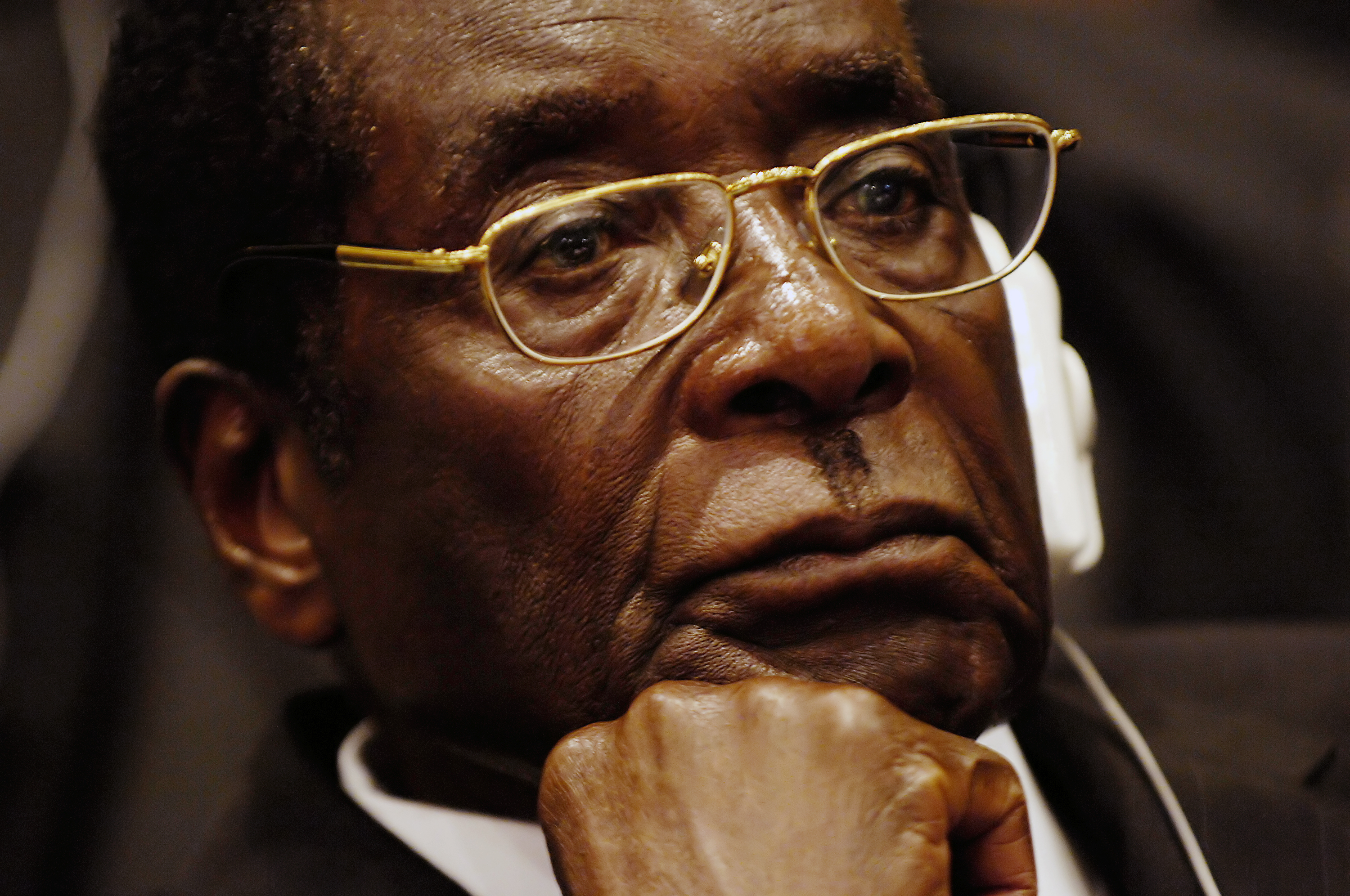
Robert Mugabe, prezydent i były premier Zimbabwe, twórca reformy rolnej w tym kraju

### Poziom rozwoju społeczno-geograficznego
Większość państw Afryki to kraje rozwijające się lub słabo rozwinięte, jedynie Południowa Afryka zaliczana jest do państw rozwiniętych. Istotnym problemem w rozwoju nowoczesnego rolnictwa, oprócz biedy, są waśnie, wojny, nieustabilizowana sytuacja społeczno-polityczna. Wiele obszarów jest uzależnionych od pomocy gospodarczej, a nawet humanitarnej.

### Urbanizacja i uprzemysłowienie
Urbanizacja, która ma wpływ na rolnictwo jest na terenie większości państw niska. Z powodu niskiego poziomu rozwoju przemysłu elektromaszynowego (maszyny rolnicze) poziom mechanizacji rolnictwa jest bardzo niski. Ze względu na brak walut obcych oraz niskie możliwości płatnicze wielu państw import maszyn z innych kontynentów jest znikomy. Podobnie jest w przemyśle chemicznym, który dostarcza między innymi nawozy sztuczne i środki ochrony roślin. Nieco lepsza sytuacja jest w krajach, w których wcześniej rozwinęło się rolnictwo towarowe (plantacyjne).

### Polityka rolna
W Afryce polityka rolna jako taka nie istnieje lub istnieje w bardzo małym zakresie. Gospodarstwa są przeważnie indywidualne/rodzinne. W dużym stopniu bardziej uzależnione od pomocy gospodarczej niż polityki rządów. W niektórych krajach polityka rolna władz państwowych ograniczyła się jedynie do parcelacji dawnych farm wielkoobszarowych i plantacji. W Zimbabwe zakończyło się to krwawym wygnaniem białych właścicieli farm i przekazaniem ich ziemi ludności czarnej. Po tej zmianie doszło do znacznego obniżenia wydajności i w konsekwencji do klęski głodu.
Pod koniec XX wieku w Afryce zaczęły powstawać wsie przypominające środkowo- i wschodnioeuropejskie wsie socjalistyczne. Wsie tego typu są budowane przeważnie przez władze dla przesiedleńców (np. podczas realizacji projektów hydrotechnicznych, gdy konieczne było zalanie dużych terenów). Budynki są budowane według europejskich wzorców z nietradycyjnych materiałów. Do nowych wsi kwaterowano często przedstawicieli różnych zwaśnionych grup społecznych. Niekiedy również wprowadzenie wzorców wschodnioeuropejskich burzyło przyzwyczajenie do tradycyjnej gospodarki. Brak możliwości zmian architektury i układu budynków sprawia, że ludzie niechętnie przenoszą się do nowych lokalizacji, a dodatkowym problemem w tych miejscowościach jest szerzenie się przestępczości. W niektórych krajach pod upadku rządów dyktatury, która nakazywała zamieszkanie w takich wsiach ludziom z innych regionów, ludność opuszczała swoje domy i wracała na ziemię, z której pochodziła.

## Produkcja

### Produkcja roślinna

#### Zboża

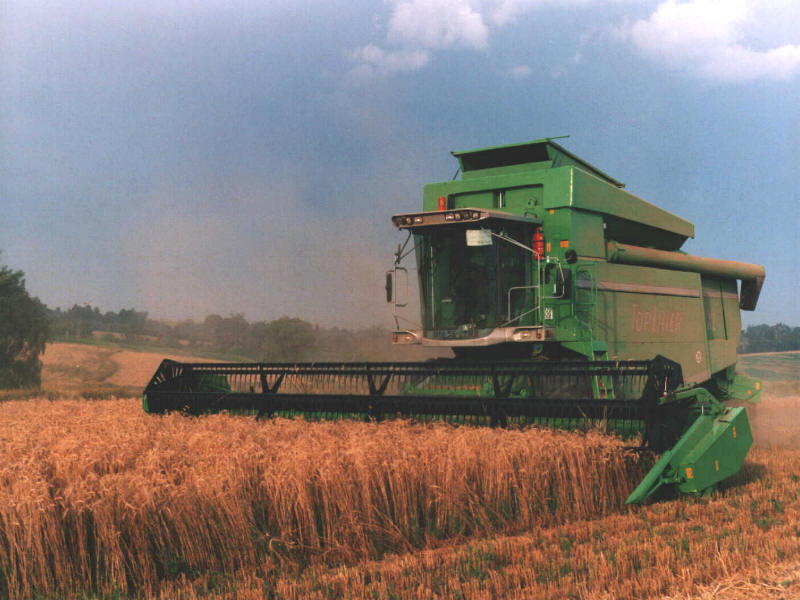
Żniwa w Republice Południowej Afryki z wykorzystaniem kombajnu zbożowego

Najważniejszym zbożem na świecie jest pszenica, jednak w Afryce uprawy tego zboża są zlokalizowane jedynie w krajach arabskich. Udział pszenicy w uprawach w krajach Afryki Zachodniej i Środkowej oraz na Madagaskarze jest bliski zeru. Natomiast w Egipcie udział procentowy w areale jest jednym z największych na świecie. Intensywne uprawy pszenicy znajdują się również na południowym wschodzie kontynentu.
Uprawy jęczmienia, podobne jak pszenicy, koncentrują się w Afryce Północnej, a krajem przodującym w udziale jęczmienia w całości upraw jest Maroko, które należy do grupy krajów o najwyższym na świecie udziale tego zboża w uprawach. Jęczmień jest używany przede wszystkim jako roślina pastewna. Ze względu na wysokie wymagania, podobne do pszenicy, ale mniej wartościowe ziarno, jęczmień nie jest chętnie uprawiany przez rolników.
Kukurydza w Afryce jest uprawiana głównie we wschodniej i południowej części kontynentu oraz w Egipcie, gdzie kukurydza jest uprawnia w sposób intensywny.
Głównymi afrykańskimi zbożami są proso i sorgo, w mniejszym stopniu uprawiane na innych kontynentach. Proso odgrywa ważną rolę w wyżywieniu w krajach słabo rozwiniętych.

#### Rośliny strączkowe

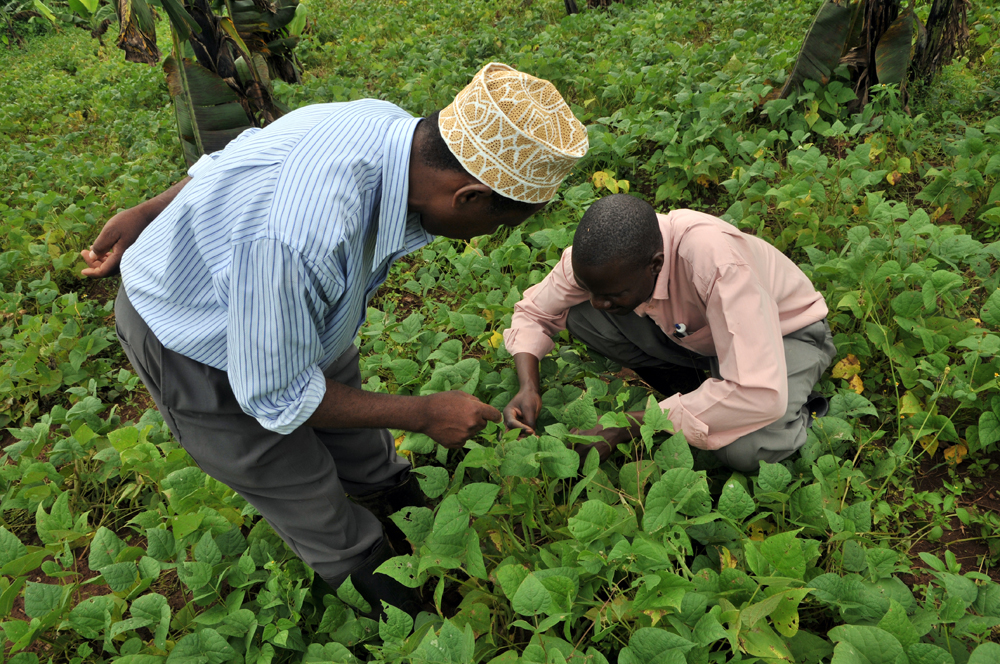
Zbiór fasoli w Ugandzie

Rośliny strączkowe w Afryce mają pozycję podobną do zbóż. Głównymi roślinami strączkowymi są fasola i w mniejszym zakresie groch.
W krajach arabskich uprawiana jest soczewica jadalna, która jest uprawiana również w Etiopii. Na tym obszarze w znacznie mniejszym zakresie jest uprawnia również ciecierzyca i bób.

#### Rośliny bulwiaste i korzeniowe

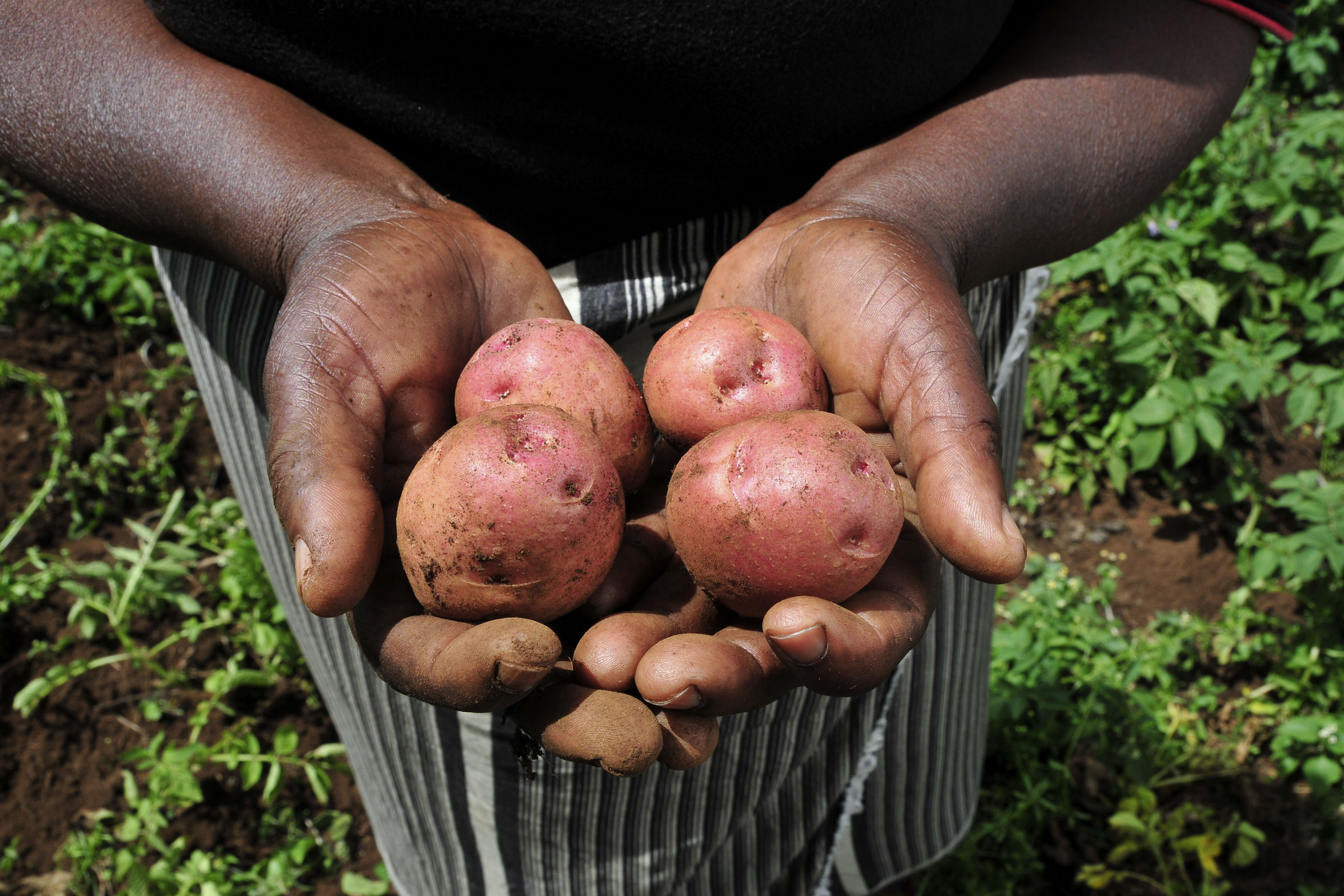
Ziemniaki w Kenii

W Afryce uprawiane są rośliny bulwiaste i korzeniowe rodzime i introdukowane, w tym taro, aroidy, bataty i maniok. Oprócz tych roślin uprawniane są typowe dla Europy Środkowej i Wschodniej ziemniaki.

#### Warzywa
Uprawa warzyw w Afryce ma małe znaczenie. Warzywa są uprawie głównie w państwach arabskich, zaś w pozostałej części kontynentu warzywa są jedynie dodatkiem i uprawiane są w przydomowych ogródkach.

#### Owoce

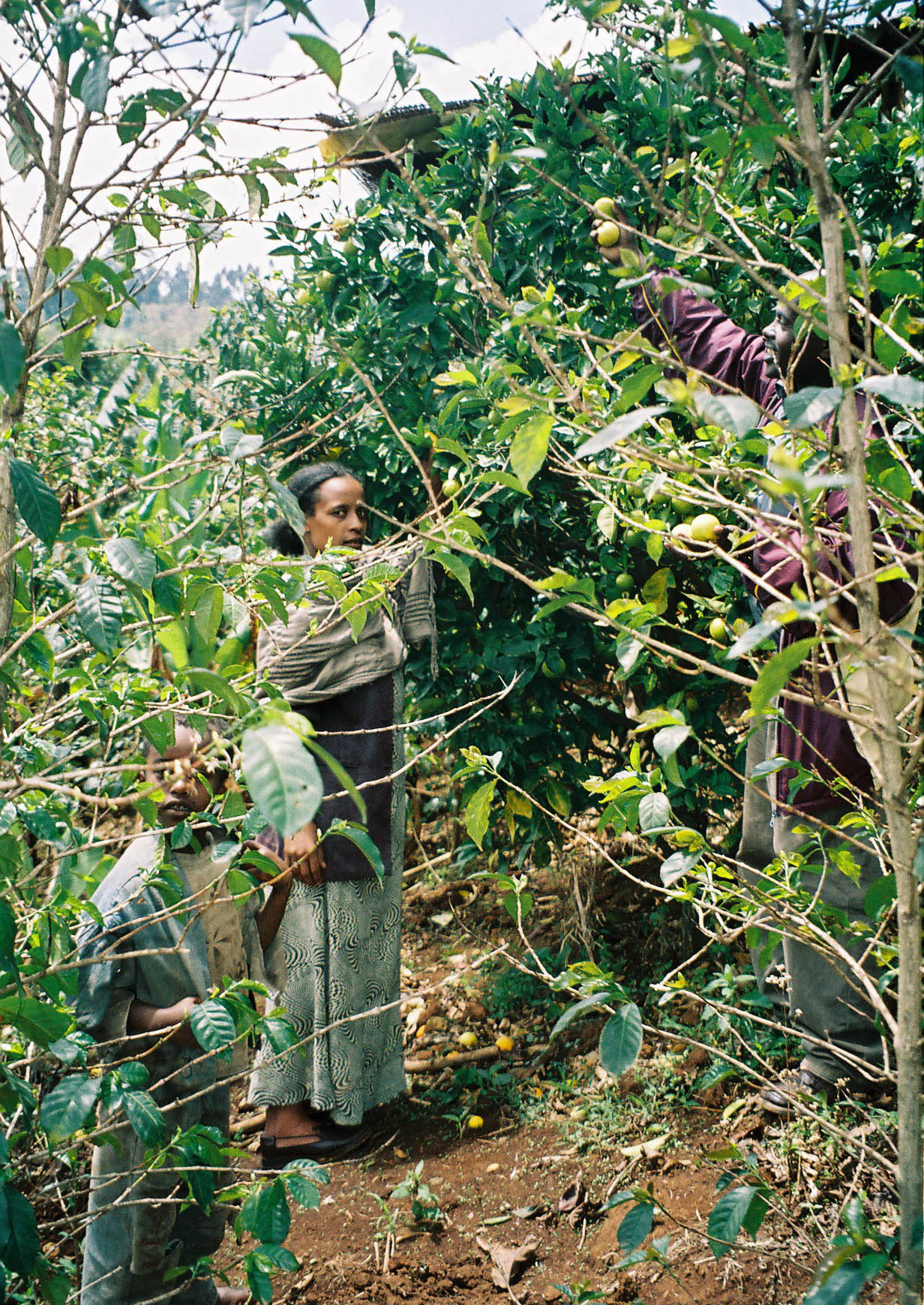
Zbiór cytryn w Etiopii

W Afryce uprawiane są zupełnie inne owoce niż na północy. Dominują uprawy owoców cytrusowych (pomarańcze, cytryny, grejpfruty, mandarynki). Owoce te, szczególnie pomarańcze, są uprawiane głównie w państwach arabskich. Algieria jest największym na świecie producentem klementynek, które są skrzyżowaniem mandarynki z pomarańczą gorzką. Głównym afrykańskim producentem grejpfrutów jest Republika Południowej Afryki.
Najważniejszymi owocami niecytrusowymi są daktyle, migdały, orzechy oraz ananasy. Lokalnie na wybrzeżu zachodnim uprawia się bananowce.

#### Używki i przyprawy
Używki i przyprawy są to rośliny, które dają plony niemające właściwości odżywczych, lecz są przeznaczone do spożycia. Podstawową różnicą pomiędzy używką a przyprawą jest sposób użycia. Używki (np. kawa, herbata, kakao) używa się bez innej żywności, natomiast przyprawy są używane jako dodatek do potraw.
Podstawową używką na świecie jest herbata, z której przyrządza się napój o tej samej nazwie. Uprawa herbaty wymaga znacznej wilgotności i odpowiedniej temperatury minimalnej nie niższej niż 10 °C i maksymalnej nie wyższej niż 32 °C. Z tego względu uprawiana jest w bardzo niewielu miejscach na świecie. Głównym ośrodkiem upraw herbaty jest Daleki Wschód. W Afryce roślina ta jest uprawiana głównie w Kenii.
Drugą z ważnych upraw tego typu jest kawa, która jest również spożywana jako napar. Kawa najwcześniej była uprawiana na terenie Etiopii. Największe uprawy znajdują się w pasie zwrotnikowym. Najbardziej ceniona kawa, czyli kawa arabska, jest uprawiana w górach we wschodniej części Afryki. Plantacyjna uprawa kawy w Ameryce Południowej i Azji powoduje, że państwa afrykańskie mają mały udział w produkcji i sprzedaży tej rośliny.
Oprócz herbaty i kawy istotne znacznie ma produkcja kakao. Roślina ta, z której między innymi wytwarza się czekoladę, jest uprawnia głównie na wybrzeżu Zatoki Gwinejskiej. Światowym potentatem w produkcji kakao jest Wybrzeże Kości Słoniowej.
Substancje narkotyczne: koka, mak, tytoń, konopie mają małe znacznie w produkcji i handlu. Ich produkcja jest zlokalizowana głównie w Afryce Północnej, gdzie z powodu zakazów Islamu nie używa się alkoholu.
Wśród roślin przyprawowych najbardziej rozpowszechnione goździki, imbir, wanilia. Poza tym na kontynencie są zlokalizowane uprawy: kminku, kminu, kolendry, anyżku, kopru, tymianku, majeranku, rozmarynu.

#### Rośliny cukrodajne i przemysłowe

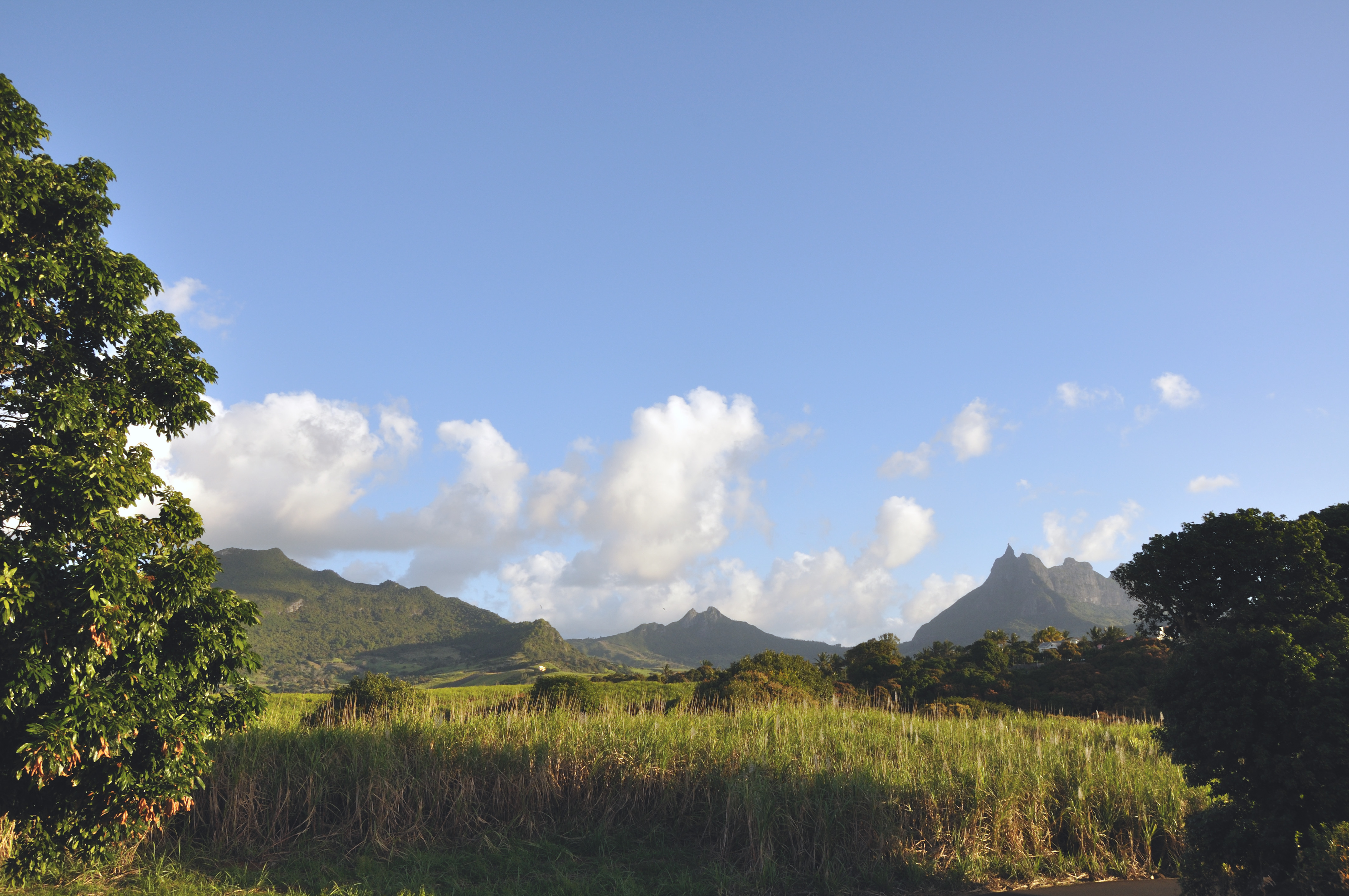
Trzcina cukrowa na Mauritiusie

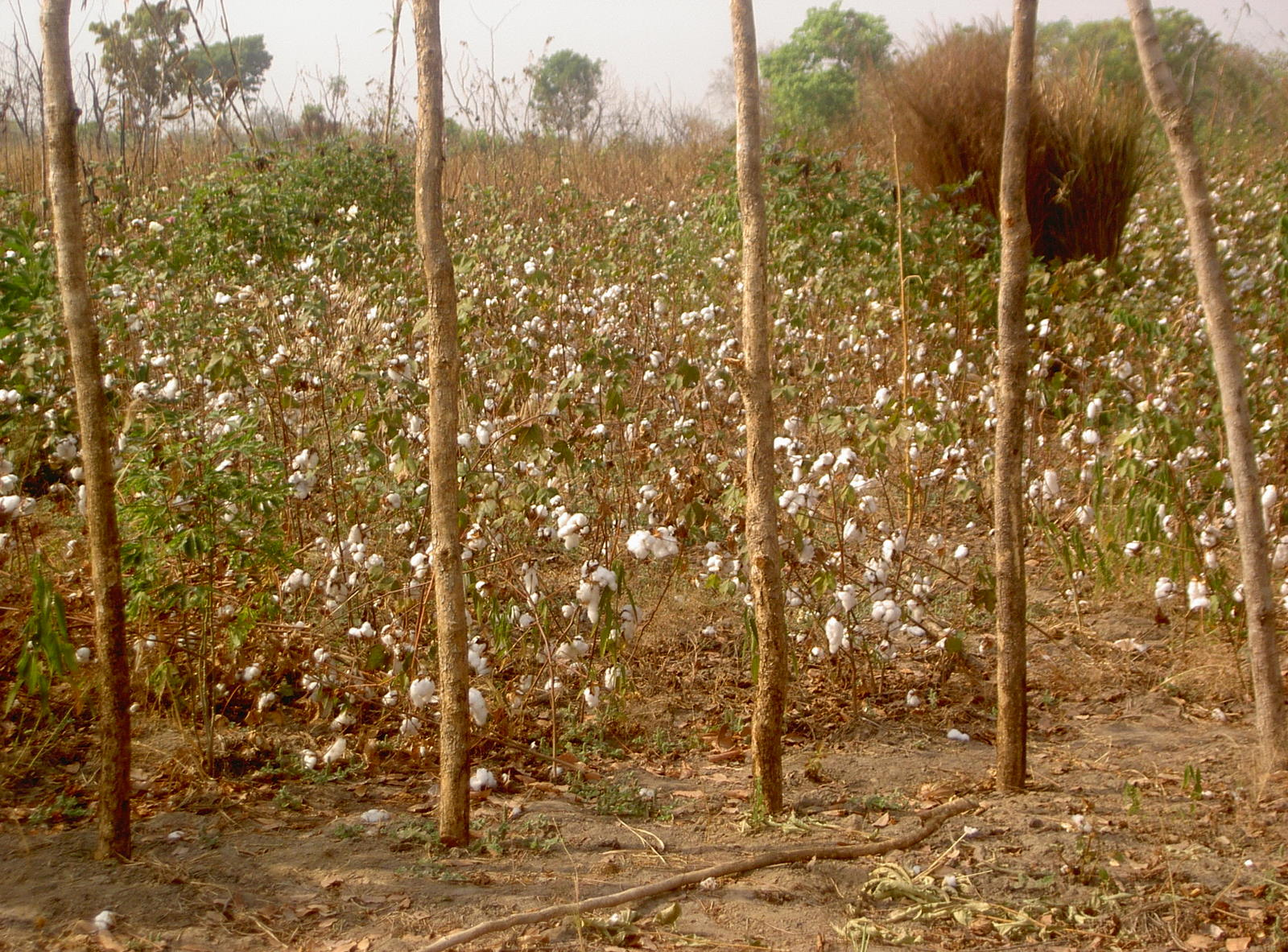
Uprawa bawełny w Republice Środkoafrykańskiej

Cukier jest otrzymywany na skalę przemysłową z dwóch roślin: trzciny cukrowej w klimacie ciepłym i buraka cukrowego w klimacie umiarkowanym. Na terenie Afryki cukier jest otrzymywany niemal wyłącznie z trzciny.
Wśród roślin przemysłowych zasadniczo wyróżnia się rośliny oleiste i włóknodajne. Część roślin oleistych, np. orzechy ziemne są jednak wykorzystywane w celach spożywczych. Najbardziej rozpowszechnionymi uprawami roślin oleistych w Afryce są właśnie orzechy ziemne. Produkcja tych roślin w Afryce stanowi około 30% światowej produkcji. Liderami na kontynencie są Nigeria i Senegal. Jednakże udział państw afrykańskich w eksporcie orzeszków ziemnych wynosi aż 70%. Kolejną roślinną oleistą uprawianą w Afryce, głównie na eksport, jest sezam wschodni, którego udział w eksporcie wynosi około 75%.
W państwach śródziemnomorskich duże znaczenie ma uprawa oliwki europejskiej i przetwarzanie jej na oliwę. W wielu krajach występuje jednoczesny eksport oliwy z oliwek i import oliwy arachidowej.
Na zachodnim wybrzeżu Afryki od Gambii po Angolę rozpowszechniona jest uprawa palmy oleistej. Afryka Zachodnia i Angola są w zasadzie jedynym terenem uprawy tej rośliny. Największym producentem jest Nigeria i Demokratyczna Republika Konga, które w sumie dostarczają prawie połowę zbiorów tej rośliny. Rośliny te są na miejscu rafinowane i na eksport trafiają pod postacią gotowego oleju. Prawie cała produkcja trafia na eksport.
Wśród roślin włóknodajnych najważniejsza jest bawełna, która jest uprawiana niemalże w całej Afryce. Uprawy są jednak mniejsze niż w Azji i Stanach Zjednoczonych. Bawełna jest rośliną, której uprawa, a w szczególności zbiór jest bardzo pracochłonny i w zasadzie nie można go zmechanizować.
W Afryce, szczególnie w strefie tropikalnej, znajdują się również plantacje kauczukowca brazylijskiego. Eksport kauczuku jest jednak niewielki.

### Produkcja zwierzęca

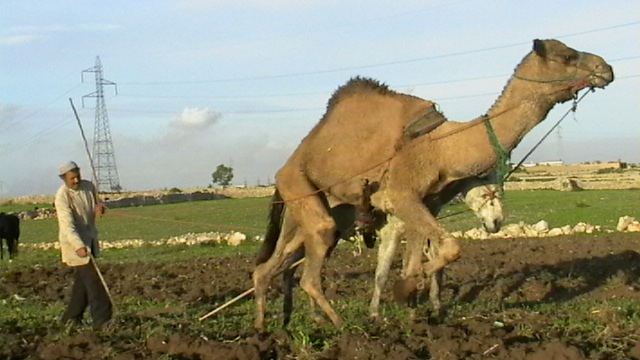
Orka przy pomocy wielbłąda i muła w Maroku

Zwierzęta są hodowane przez rolników w zasadzie z dwóch powodów. Z jednej strony dostarczają pożywienia (mięsa, mleka, jaj) lub innych produktów (skóry, rogi), a z drugiej są używane jako siła pociągowa, zwłaszcza na terenach o niskiej mechanizacji rolnictwa lub zbyt trudnych dla maszyn rolniczych.

#### Bydło

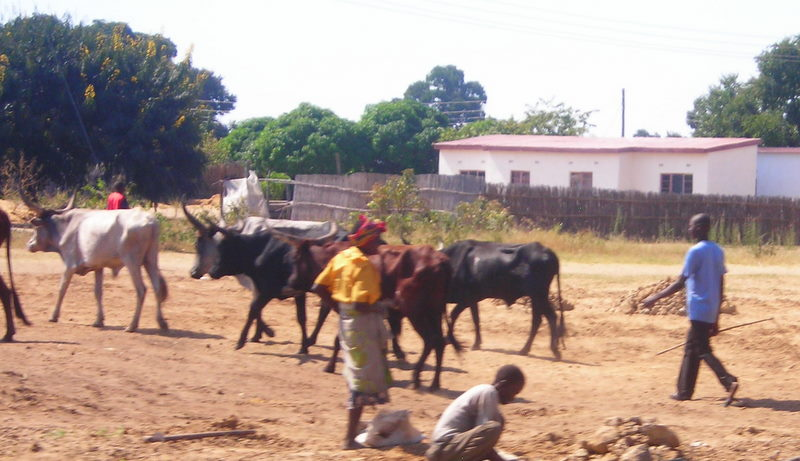
Krowy Lozi w Zambii

Problem z przechowywaniem mięsa w warunkach klimatu gorącego powoduje, że bydło w większości jest hodowane jako zwierzę pociągowe, a nie mięsne, jak w chłodniejszych częściach świata. Pogłowie bydła wyrażone w liczbie na ha użytków rolnych pokrywa się z obszarami o rolnictwie intensywnym. Najwięcej bydła na ha jest w Egipcie i Etiopii. Jedynie w Republice Południowej Afryki, gdzie rolnictwo jest zmechanizowane w większym stopniu, pogłowie bydła jest mniejsze mimo intensyfikacji rolnictwa.
Typowym dla sawannowej Afryki jest chów „uczuciowy” bydła. Bydło to jest słabej jakości, gdyż liczy się jego liczba. Krowy stanowią formę pieniądza. Ich posiadanie wiąże się z rangą społeczną. Zabicie takiego zwierzęcia jest uważane za szaleństwo porównywalne z paleniem banknotów w państwach rozwiniętych. Chów bydła jest wysoce ekstensywny, rola rolnika ogranicza się w zasadzie do przepędzenia stada z jednego pastwiska na inne oraz budowy zagród do spędzenia zwierząt na noc. Na Madagaskarze krowy były używane do składania ofiar.

#### Kozy i owce

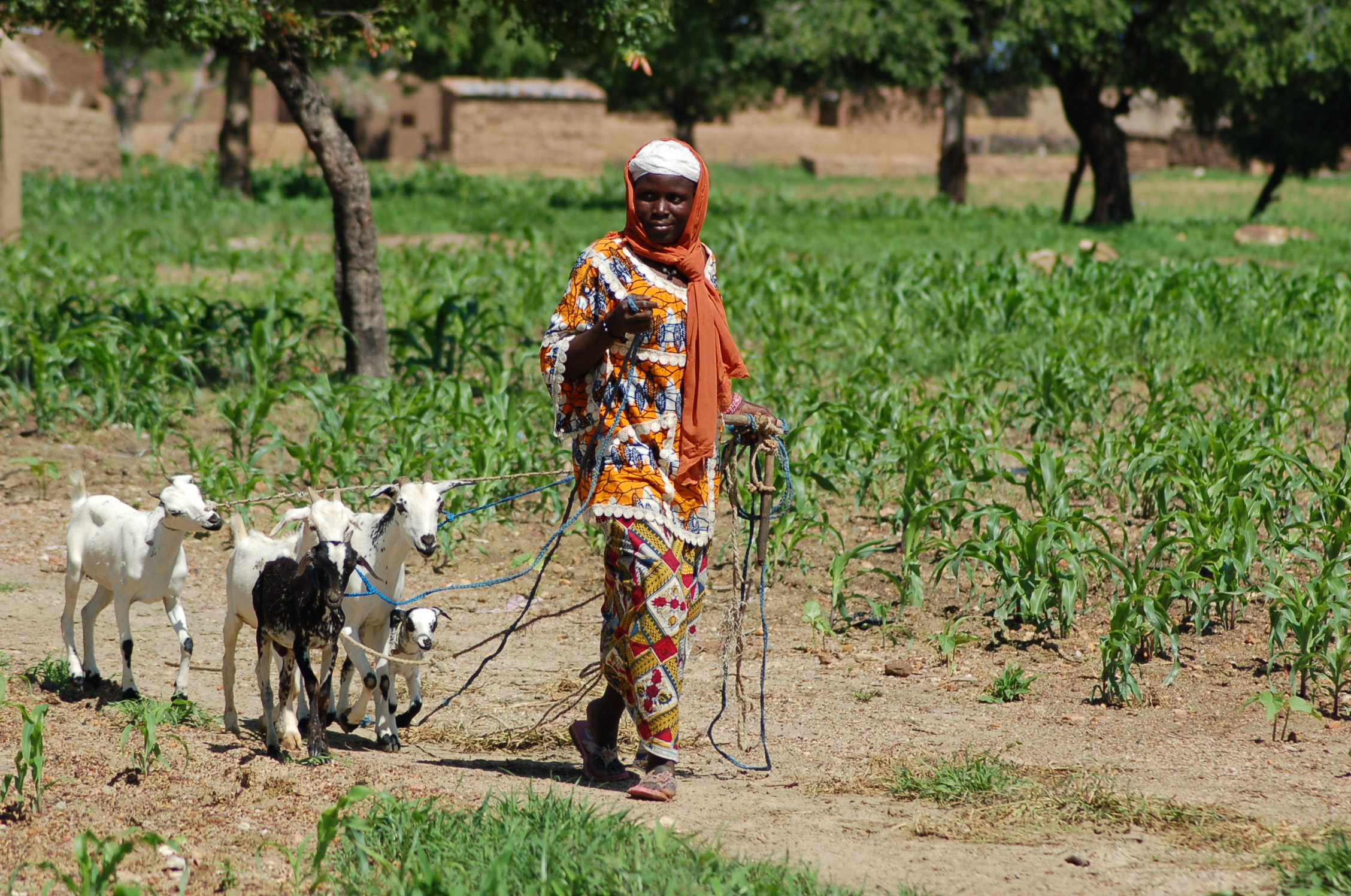
Kozy w Burkina Faso

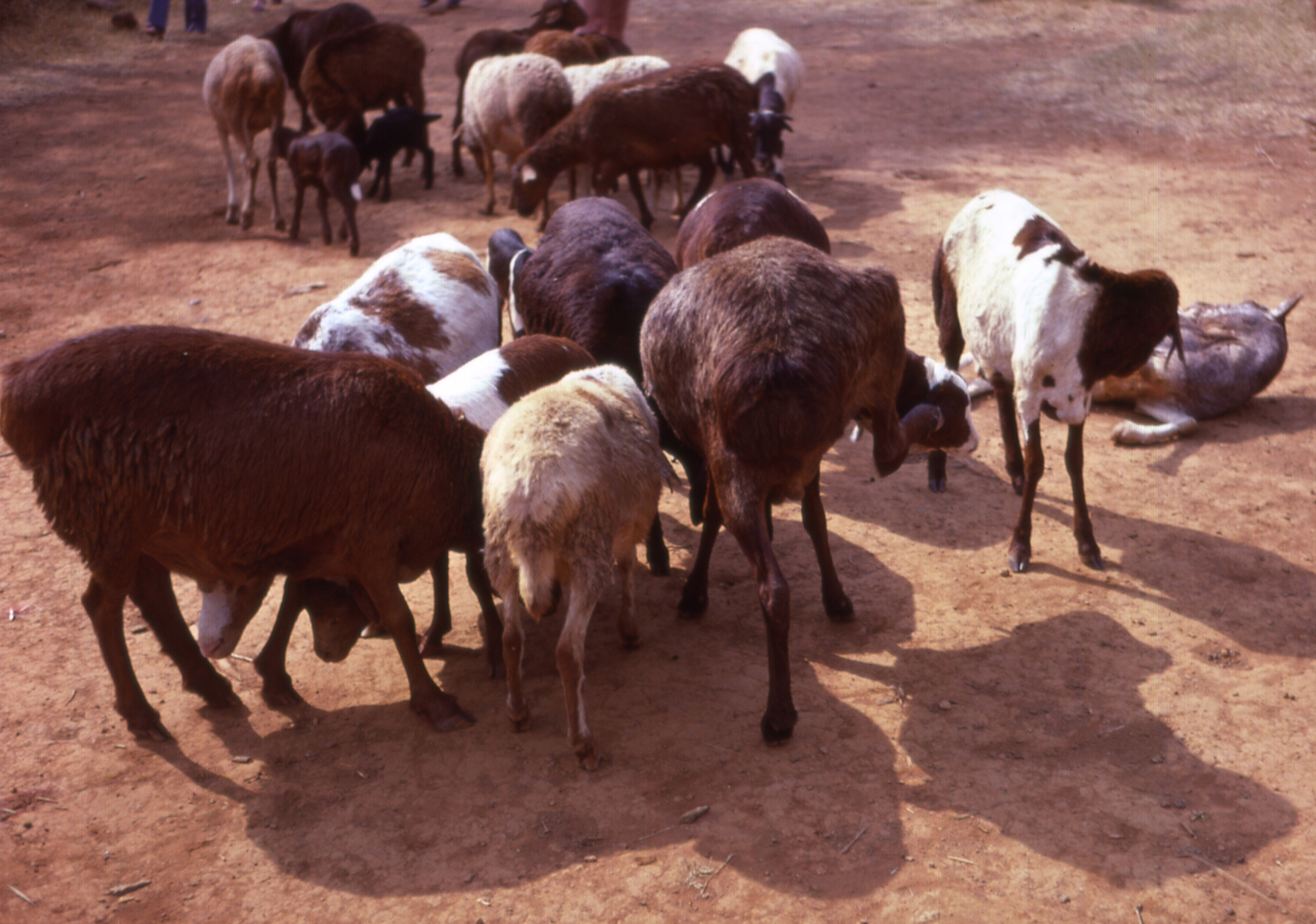
Owce Maasai w Kenii

Zwierzęciem najbardziej funkcjonalnie podobnym do bydła jest koza. Koza jest zwierzęciem mniejszym przez co nie nadaje się jako zwierzę pociągowe, ale wymaga mniej żywności. Kozy są hodowane głównie dla mleka, mięsa i skór. Największe pogłowie kóz jest w terenach górskich. Nawet w stosunkowo bliskich regionach pozycja kóz bywa odmienna. W Ghanie koźlina postrzegana jest jako przysmak i kozy są chętnie hodowane, zwłaszcza z najbardziej płodnej i szybko dorastającej rasy West African Dwarf Goat. Tymczasem w delcie Nigru kozy są postrzegane jako szkodniki, zwierzęta brudne i śmierdzące, a ich mięso jest uznawane za niesmaczne. Ponadto kojarzone są z praktykami czarowników. W istocie, ofiary z kóz są w tym regionie składane podczas ceremonii ślubnych i pogrzebowych, jak również przy rzucaniu uroków. Praktyki te w pewnej formie (ofiary dziękczynne) zostały też zaakceptowane przez lokalne wspólnoty chrześcijańskie i muzułmańskie.
Dużo większe znaczenie od kóz mają owce, głównie owce domowe. Największe na kontynencie pogłowie owiec na ha użytków rolnych znajduje się w państwach arabskich, Etiopii, Burkinie Faso, Senegalu i Gambii. Największe pogłowie owiec jest w Republice Południowej Afryki, gdzie owce są hodowane głównie ekstensywnie na terenach nienadających się pod uprawę.

#### Trzoda chlewna
Świnia domowa jest zwierzęciem uprawianym głównie dla mięsa. Oprócz tego ze świni można otrzymywać tłuszcze (słoninę) i skóry. Problemem w hodowli świń jest uznanie za zwierzę nieczyste przez Islam, jedną z głównych religii w Afryce. To powoduje, że w państwach o dużej liczbie wyznawców zwierzę to występuje bardzo rzadko.

#### Drób
Drób to wiele gatunków ptaków hodowlanych głównie dla jaj, mięsa, rzadziej piór. Głównym gatunkiem jest kura domowa, oprócz niej najczęściej hodowane są jeszcze kaczka, gęś i indyk oraz w zasadzie tylko w Afryce struś. Hodowla pozostałych ptaków ma na świecie znaczenie głównie lokalne. Drób, głównie kury i strusie, w Afryce jest hodowany na dużych fermach w Republice Południowej Afryki. Na pozostałym obszarze ma charakter marginalny.

#### Pszczoły i jedwabniki

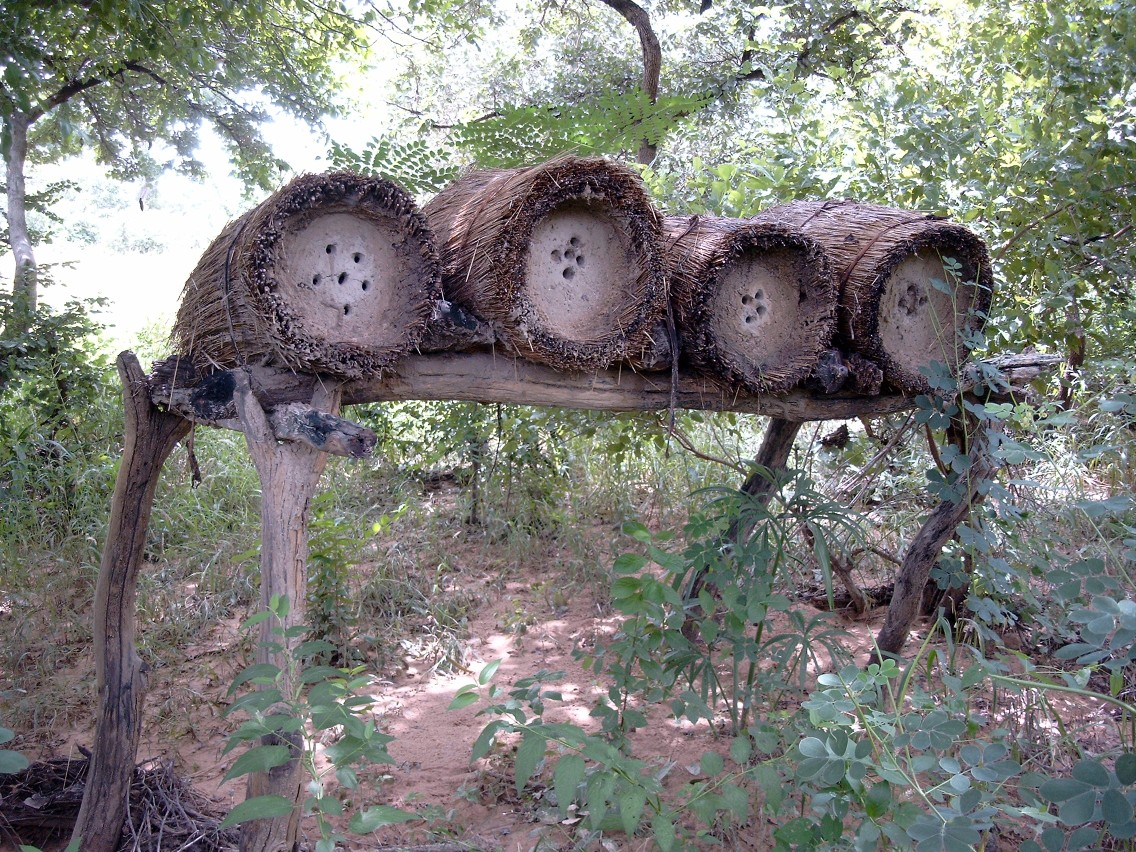
Ule w Burkina Faso

Pszczoły i jedwabniki są w zasadzie jedynymi owadami mającymi znaczenie w hodowli. Pszczoła jest hodowana głównie dla miodu (pszczoła miodna). Pozostałe gatunki nie są hodowane, jednakże mają również znaczenie w rolnictwie, gdyż uczestniczą w zapylaniu roślin. Jedwabniki są jedynymi zwierzętami hodowanymi dla włókna. Rola owadów hodowlanych w Afryce jest mała

#### Pozostałe
Do zwierząt, które mają mniejszy udział w hodowli na kontynencie można zaliczyć: konie, psy, osły, muły, wielbłądy. Zwierzęta te są hodowane głównie jako zwierzęta pociągowe lub juczne (oprócz psów) oraz dla skór, mięsa i mleka.

## Regiony rolnicze

### Afryka Środkowa, Zachodnia i Wschodnia

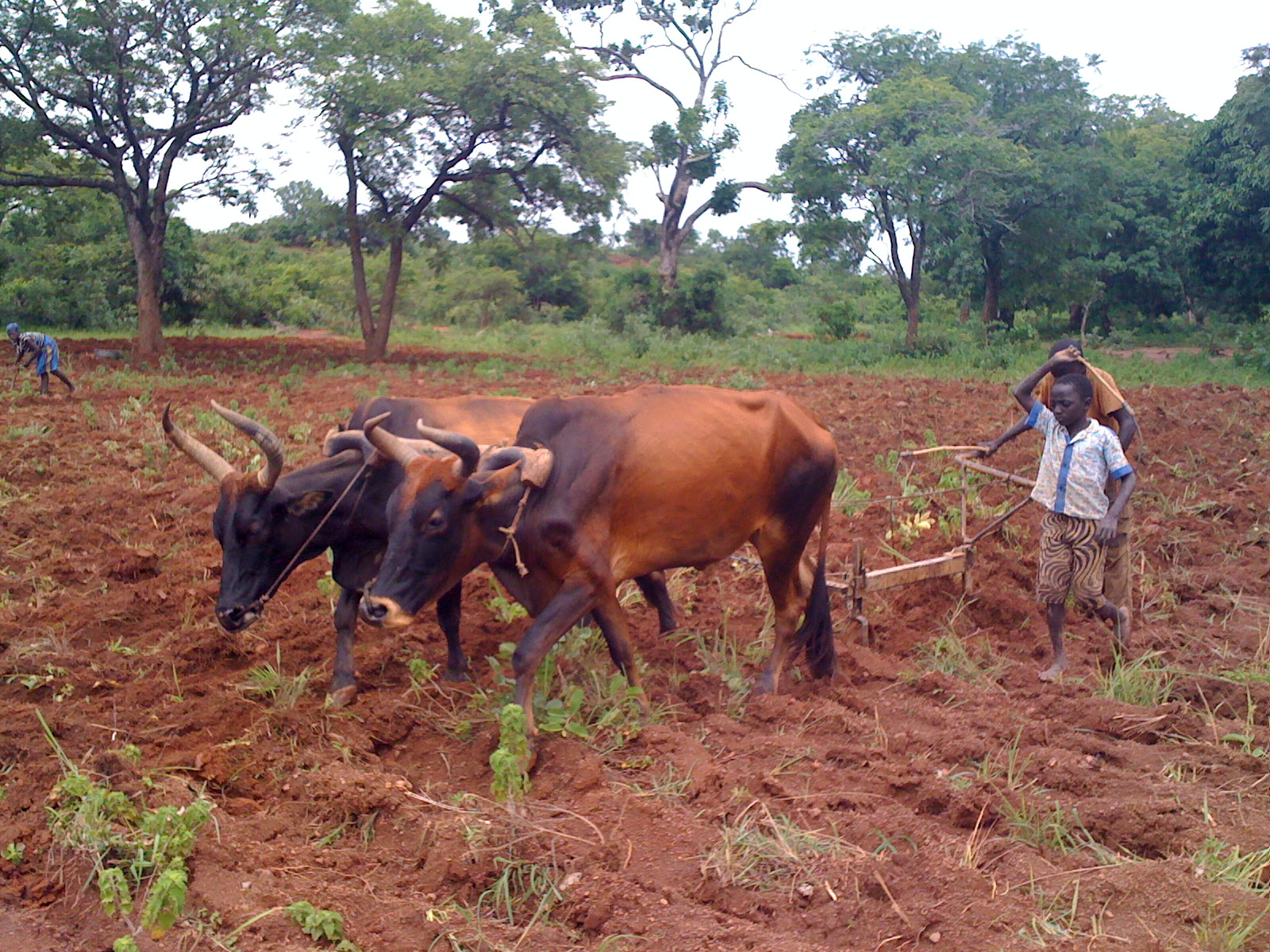
Orka na Wybrzeżu Kości Słoniowej

Uprawa ananasów w Ghanie

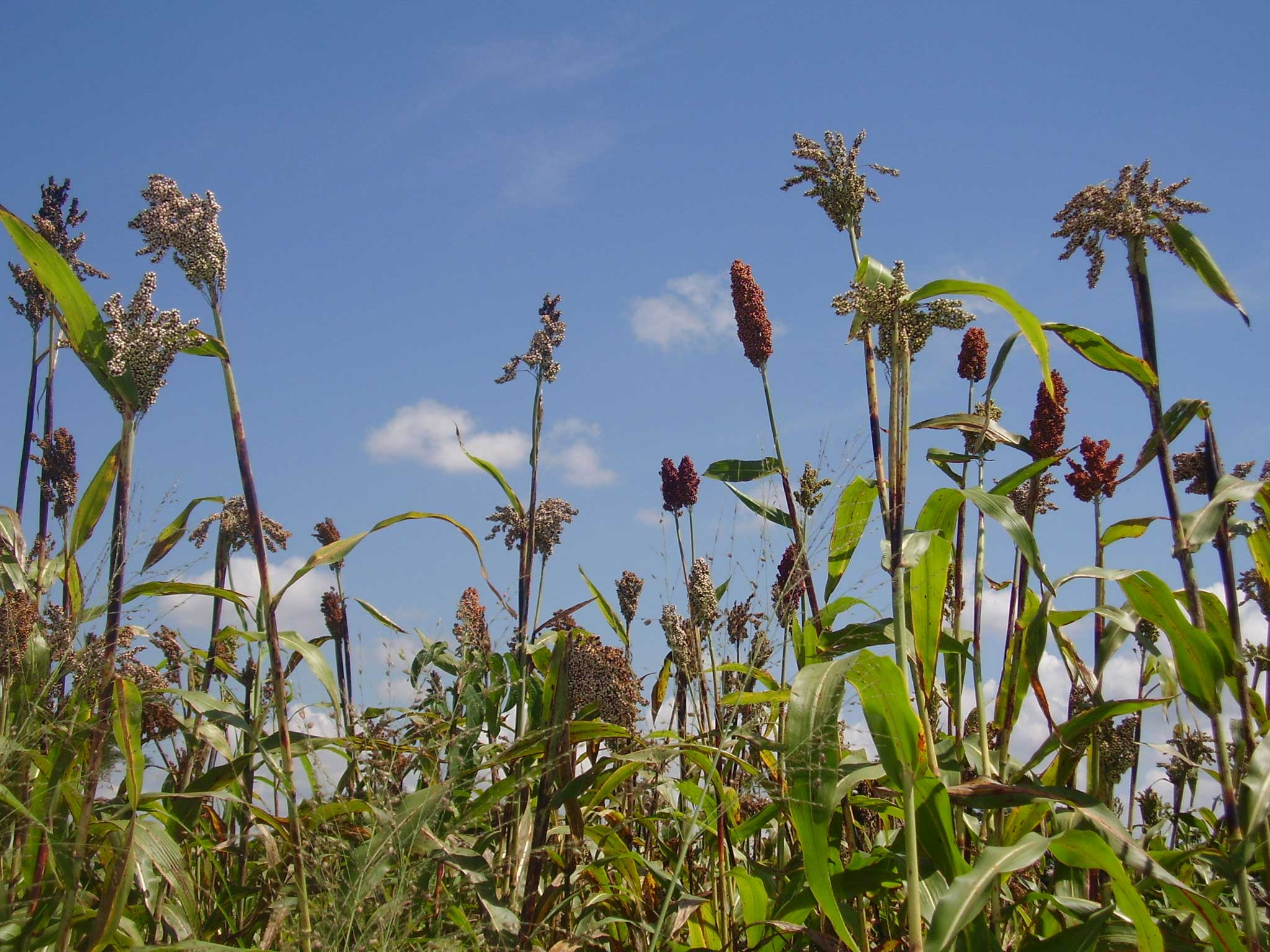
Uprawa sorgo w Ugandzie

Aż 60% mieszkańców Afryki Subsaharyjskiej (wraz z Afryką Południową, która obniża tę statystykę) pracuje w rolnictwie, które w dużej mierze daje plony pokrywające podstawowe potrzeby rolników, mimo tego ludność niedożywiona stanowi 32% mieszkańców regionu. Lokalnie jeszcze w XX wieku na tym terenie ziemia była uprawiana w pierwotny sposób wypaleniskowo-odłogowy. Zazwyczaj rolnictwo państw Afryki, oprócz części arabskiej i południowej, wykazuje bardzo niski poziom mechanizacji i znaczny stopień zatrudnienia. Ze względu na nierozwinięty przemysł oraz słabo rozwiniętą turystykę w wielu krajach rolnictwo ma dość duży udział w PKB. W niektórych krajach reformy „afrykańskiego socjalizmu” doprowadziły do kolektywizacji rolnictwa, które nie dało spodziewanych efektów. Państwa te już w latach 80. rozpoczęły dekolektywizację. Na niektórych terenach dominuje chów ekstensywny, często nomadyczny.

#### Uwarunkowania przyrodnicze
Obszar Afryki Środkowej, Zachodniej i Wschodniej posiada bardzo różne warunki przyrodnicze. Obszar ten znajduje się w strefach klimatu od półsuchego i gorącego na północy i południu po ekstremalnie wilgotny i bardzo gorący strefy tropikalnej. Ze względu na całoroczny okres wegetacji (oprócz gór), produkcja roślinna może trwać cały rok. Problemem może być nieregularność opadów w strefach przejściowych pomiędzy sawanną a pustynią oraz w Rogu Afryki.
Niekorzystne dla rolnictwa są ciężkie gleby, które występują często w tym klimacie.

#### Uwarunkowania pozaprzyrodnicze
Obszar Afryki subsaharyjskiej bez Afryki Południowej charakteryzuje się bardzo wysokim zatrudnieniem w rolnictwie. Pracujący w rolnictwie stanowią ponad połowę zatrudnionych. W niektórych krajach ten odsetek wynosi ponad 90%. Powoduje to, że rolnictwo indywidualne jest silnie rozdrobnione i zapewnia przeważnie tylko podstawowe potrzeby ludności, dodatkowo słabe uprzemysłowienie wraz z biedą powodują bardzo niski stopień mechanizacji rolnictwa.
Mimo to rolnictwo ma duży lub nawet kluczowy udział w PKB.

#### Produkcja roślinna
Podstawą wyżywienia ludności są zboża, do najważniejszych należą: kukurydza, maniok, sorgo, proso i ryż. Nieznaczny udział mają warzywa i owoce.
Dość istotną rolę w uprawach stanowią rośliny przemysłowe, które są przeznaczane na eksport. Eksport produktów roślinnych stanowi oprócz turystyki kluczowe źródło pozyskiwania walut obcych.

### Afryka Południowa

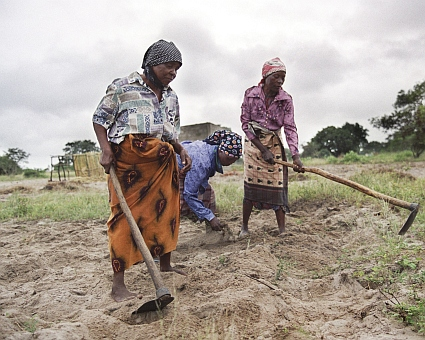
Prymitywna uprawa ziemi w Mozambiku

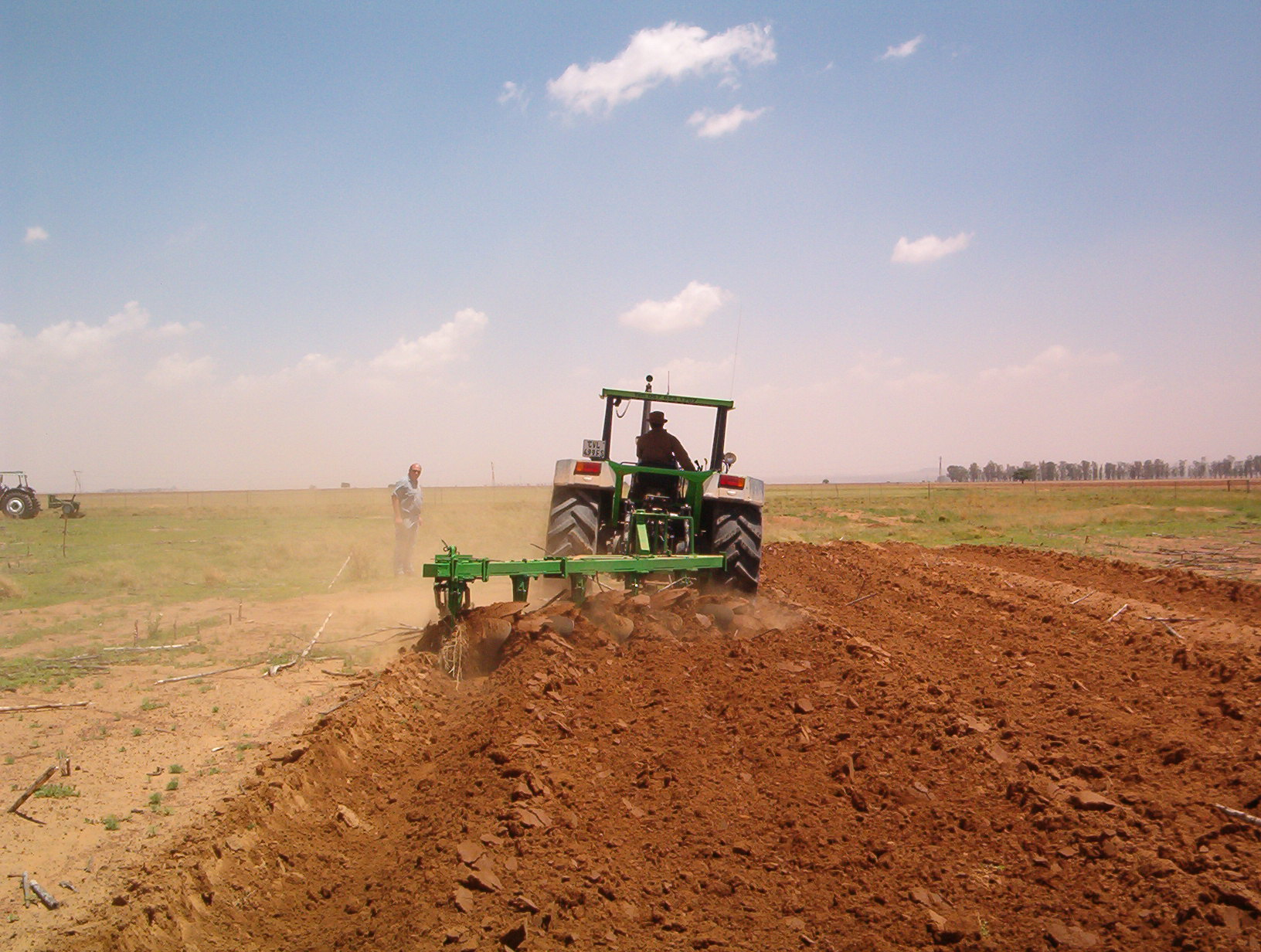
Orka mechaniczna w Republice Południowej Afryki

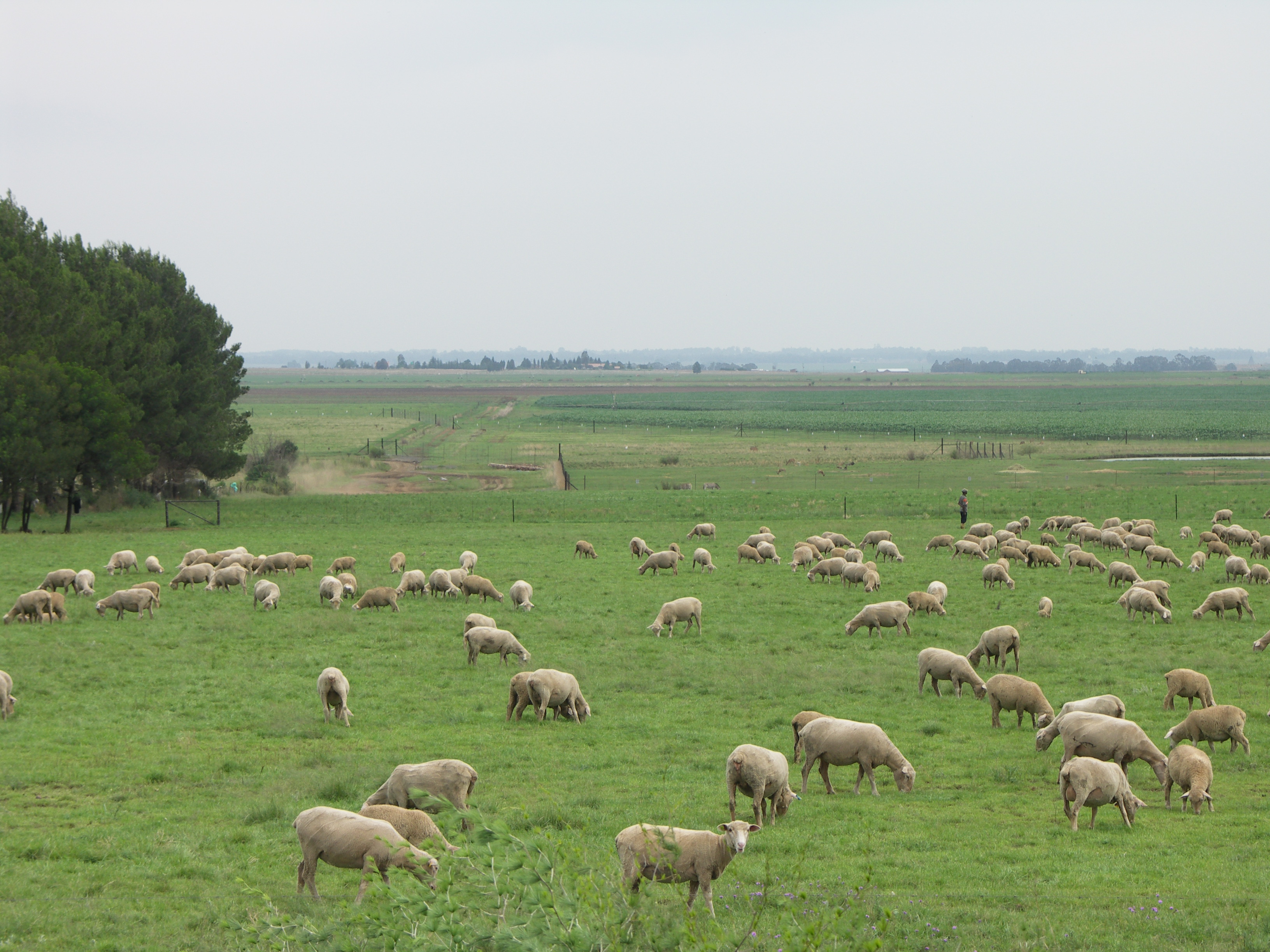
Wypas owiec w Republice Południowej Afryki

W czasach kolonialnych w Afryce Południowej rozwinęło się intensywne rolnictwo plantacyjne (przemysłowe). W 1990 Republika Południowej Afryki miała jeden z najniższych wskaźników ludności aktywnej zawodowo w rolnictwie na świecie. Na przełomie wieków rolnictwo zostało zreformowane przez rządy państw postkolonialnych. Reforma rolna polegająca na brutalnym wygnaniu białej ludności i parcelacji farm pomiędzy bezrolnych chłopów, co spowodowało katastrofalne skutki, między innymi obniżenie plonów pszenicy o ponad połowę, a pogłowia bydła o ponad 80% w zaledwie 4 lata. Produkcja rolna upadła tak, że konieczna jest pomoc humanitarna. W Afryce Południowej rozwinęło się sadownictwo (głównie grejpfruty, pomarańcze i jabłka), które jest w zasadzie niepraktykowane w pozostałej części kontynentu.

#### Uwarunkowania przyrodnicze
Najcieplejszym miesiącem (środkiem lata) na półkuli południowej jest styczeń, natomiast środkiem zimy jest lipiec. Okres wegetacyjny w tym rejonie (z wyjątkiem terenów górskich w Republice Południowej Afryki) trwa cały rok. Dochodzi jednak lokalnie w okresie zimy (czerwiec – sierpień) do przymrozków. Suma opadów jest dobra dla rozwoju rolnictwa i waha się w zależności od terenu od 400 do 2000 mm. Więcej deszczów spada na obszarach położonych wyżej, co jest również korzystne dla rolnictwa. Rozkład opadów jest jednak niekorzystny ze względu na występowanie pory bezdeszczowej. W porze deszczowej niekorzystne jest występowanie ulew. W Republice Południowej Afryki agroklimat jest lepszy, gdyż mimo że jest chłodniejszy, to jest bardziej umiarkowany. Klimat ten przypomina klimat Francji (z odwróceniem pór roku). Dla rozwoju rolnictwa korzystne jest również ukształtowanie terenu szczególnie w RPA. Natomiast różnorodność gleb oraz występowanie gleb słabych i pustynnych powoduje problemy w uprawie ziemi. Dodatkowo występujące w górach Smoczych i Przylądkowych gleby czarne (luwsole) są ubogie i mają ograniczone możliwości wykorzystania rolniczego.

#### Uwarunkowania pozaprzyrodnicze
W czasach kolonialnych w Afryce Południowej rozwinęło się intensywne rolnictwo plantacyjne (przemysłowe). W 1990 Republika Południowej Afryki miała jeden z najniższych wskaźników ludności aktywnej zawodowo w rolnictwie na świecie. Te czynniki między innymi powodują, że poziom mechanizacji rolnictwa mierzony w liczbie traktorów na ha jest niewielki i niestabilny. Wysoki jest natomiast poziom nawożenia. W pozostałych krajach regionu dość istotnym problemem jest reforma rolna, polegająca na parcelacji gospodarstw wielkoobszarowych.

#### Produkcja roślinna
Plony zbóż w Południowej Afryce są raczej niskie i wynoszą około 20q/ha. Duże znacznie ma uprawa roślin przemysłowych, szczególnie trzciny cukrowej. Uprawia się dużo warzyw. W Republice Południowej Afryki duża część areałów jest zajęta przez sadownictwo oraz winnice. To sprawia, że kraj ten jest jednym z czołowych producentów wina.

#### Produkcja zwierzęca
Produkcja zwierzęca w Republice Południowej Afryki jest dobrze rozwinięta. Podstawowym zwierzęciem hodowlanym jest owca domowa. Kolejne miejsca zajmuje bydło, trzoda chlewna oraz drób.

### Państwa arabskie

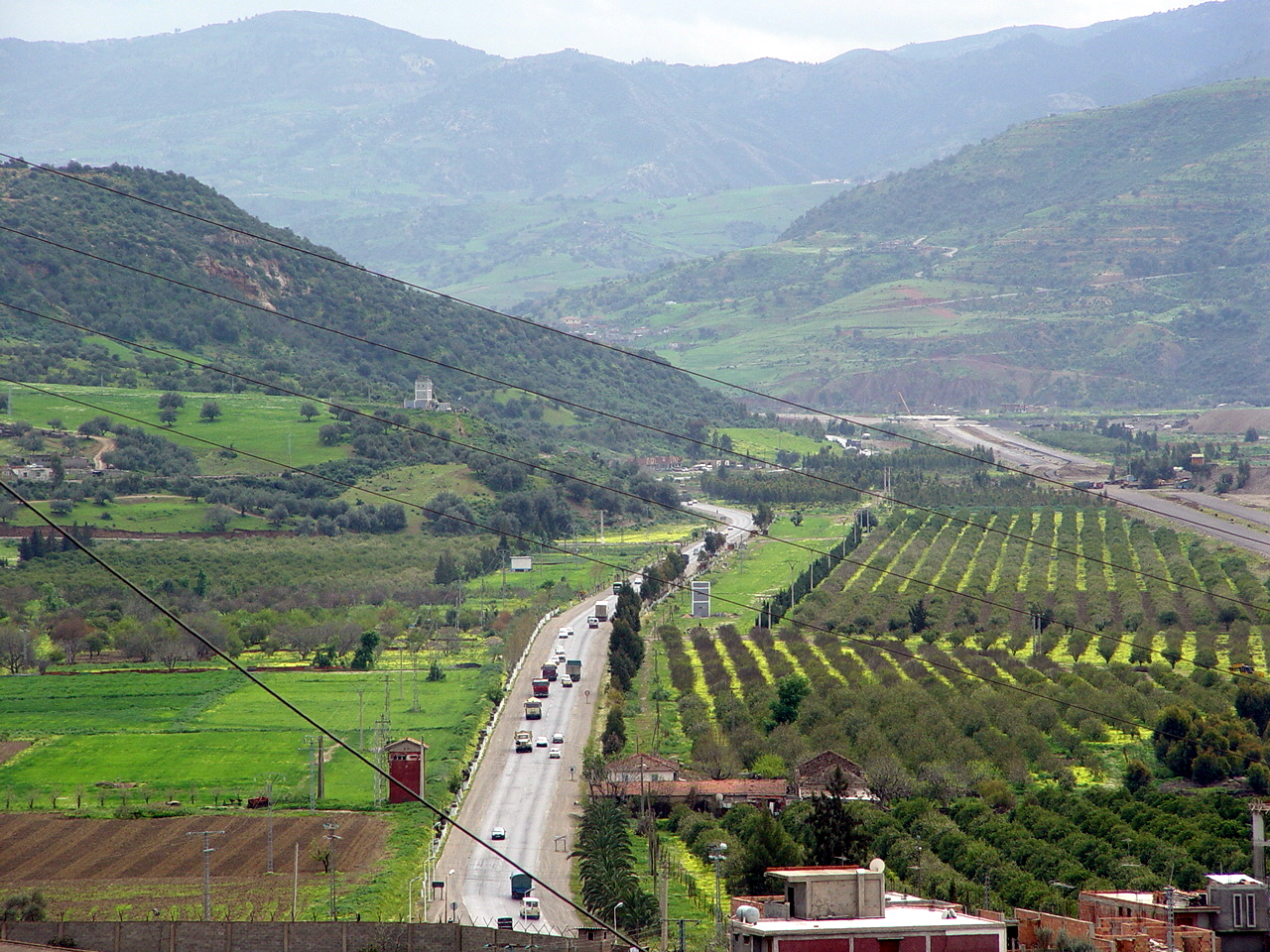
Sady w Algierii

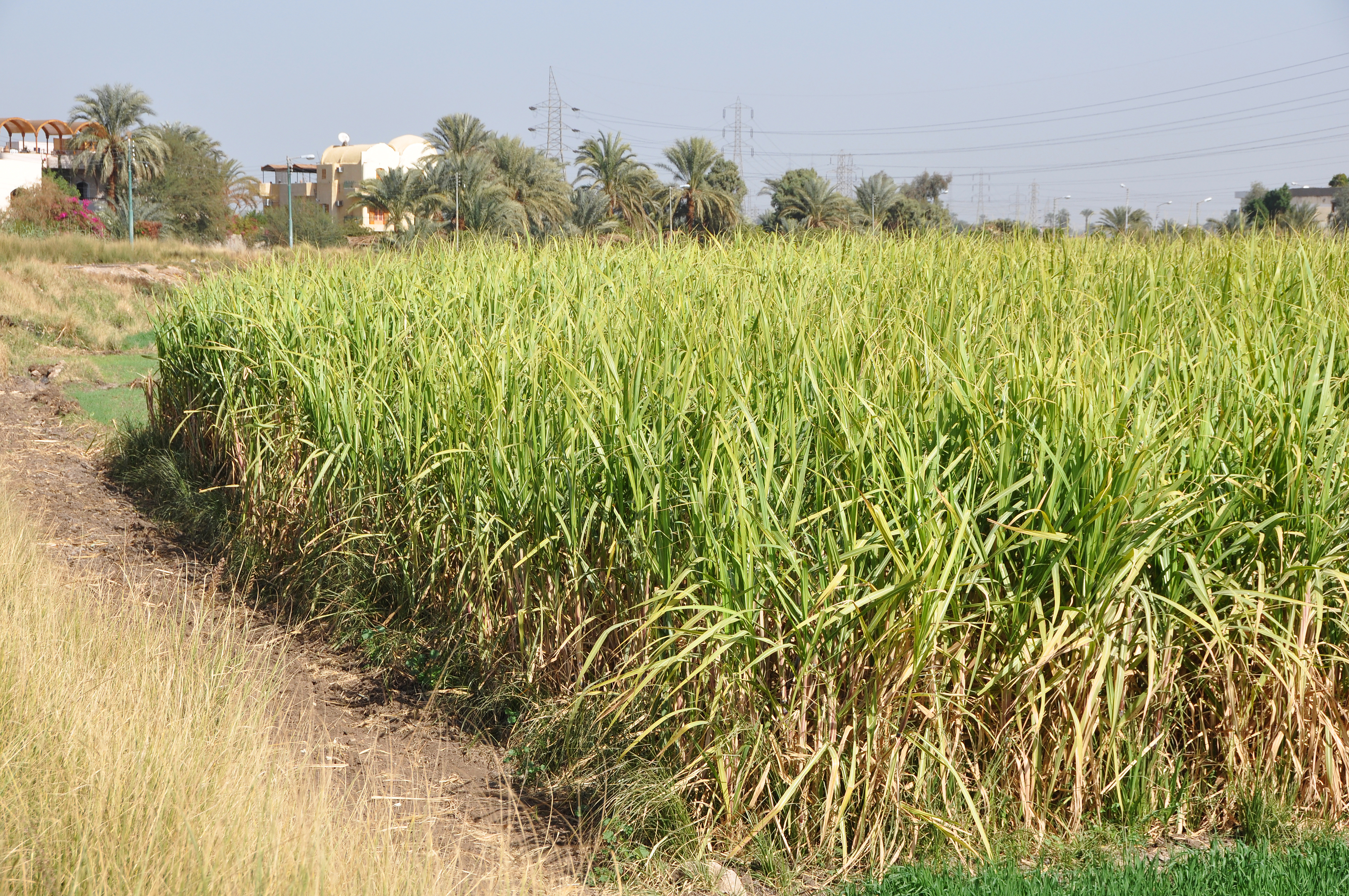
Trzcina cukrowa w Egipcie

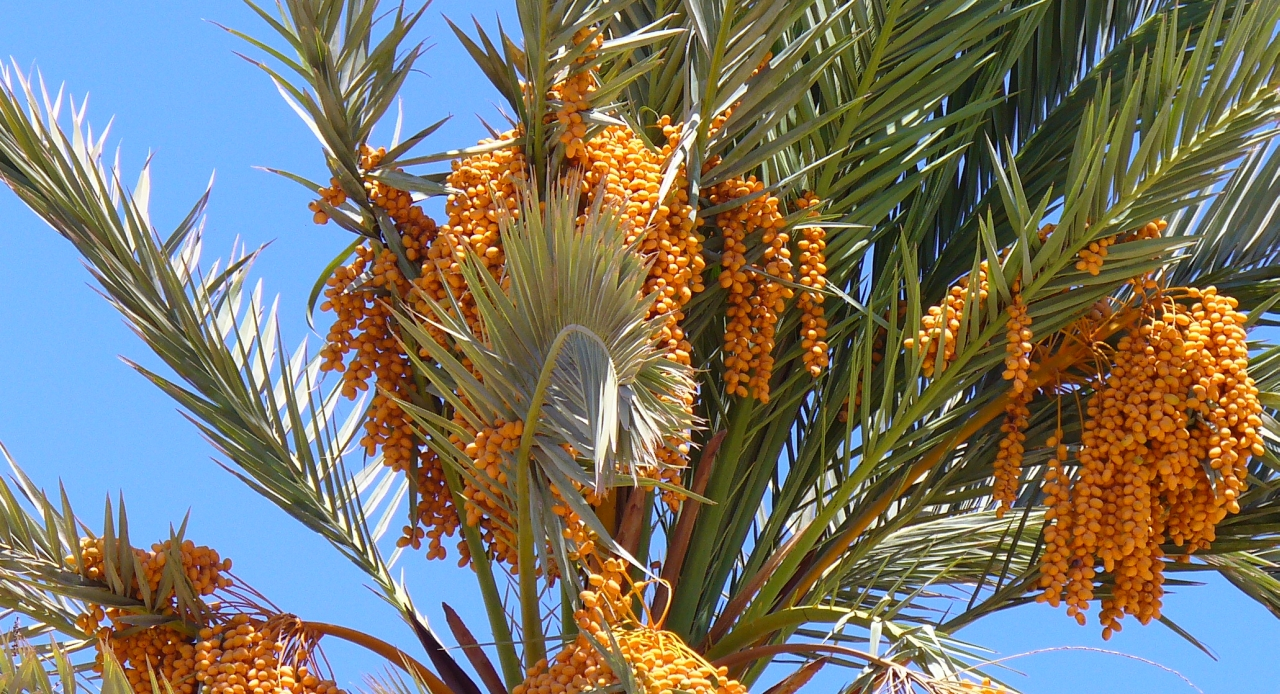
Daktylowiec w Egipcie

W państwach arabskich rolnictwo ma charakter zbliżony do państw Europy Południowej i Azji Południowo-Zachodniej. Z tą różnicą, że w Afryce Północnej jest znacznie mniejsza powierzchnia przydatna rolniczo (duża powierzchnia państw leży na bezużytecznej Saharze) oraz występuje konieczność większego niż gdzie indziej sztucznego nawodnienia. Dominuje tu rozproszone, indywidualne rolnictwo małotowarowe oraz różne formy pasterstwa. Natomiast na obszarach sztucznie nawadnianych rozwinęło się intensywne rolnictwo wysokotowarowe, głównie daktylowce, ale również zboża i w ograniczonym zakresie sady. Ze względu na zakazy Islamu nie uprawia się winorośli.

#### Uwarunkowania przyrodnicze
Tereny Afryki Północnej są przeważnie pustynne, o niskiej lub miejscami ekstremalnie niskiej sumie opadów. Niewielki obszar nadający się pod uprawę znajduje się na wybrzeżu Morza Śródziemnego. Na tym terenie suma opadów jest wystarczająca, chociaż również nie za wysoka. Tereny uprawne, szczególnie we wschodniej części wybrzeża, wymagają w dużym stopniu sztucznego nawadniania. W Egipcie 100% terenów musi być sztucznie nawodniona, co ułatwia ich położenie nad Nilem. Problemem również jest gwałtowność opadów, gdyż większość opadów spada podczas ulew, co utrudnia absorpcję wody. Innym istotnym problemem w uprawie ziemi na terenach około pustynnych są wiatry zawiewające piasek z pustyń. Wiatry te mają miejsce najczęściej w kwietniu i maju.

#### Uwarunkowania pozaprzyrodnicze
Ze względu na słabe warunki przyrodnicze intensywne rolnictwo państw arabskich musi być silnie nawadniane i nawożone, co powoduje, że produkcja jest opłacalna tylko podczas subwencjonowania produkcji lub obniżania cen produktów gotowych.
Rolnictwo w państwach arabskich jest indywidualne/rodzinne i silnie rozdrobnione.

#### Produkcja roślinna
Produkcja roślinna ze względu na całoroczny okres wegetacyjny jest całoroczna. Jednakże zróżnicowanie warunków przyrodniczych pomiędzy zimą a latem wymaga systemu rotacyjnego. Podstawą upraw roślinnych są zboża. Wysoka intensywność upraw powoduje, że Egipt przoduje w wielkości plonów z hektara. Szczególnie wysokie są zbiory ryżu dochodzące do 88,8 q/ha (1. miejsce na świecie), jednakże również zbiory innych zbóż plasują się w pierwszej piątce. Największy areał jest zajęty pod uprawę pszenicy. Małe areały powodują, że państwa północnoafrykańskie zajmują odległe miejsca wśród zbiorów poszczególnych upraw według państw. Wśród roślin przemysłowych przoduje bawełna oraz trzcina cukrowa. W strefach podmiejskich dość duże znacznie ma sadownictwo, warzywa oraz daktyle.

#### Produkcja zwierzęca
Produkcja zwierzęca ze względu na słabe warunki przyrodnicze, głównie brak pasz rozwija się słabo. Największy udział w hodowli zwierząt ma mają owce, kozy, bydło oraz wielbłądy. Symboliczny udział ma hodowla koni i trzody chlewnej.

## Problemy rolnictwa

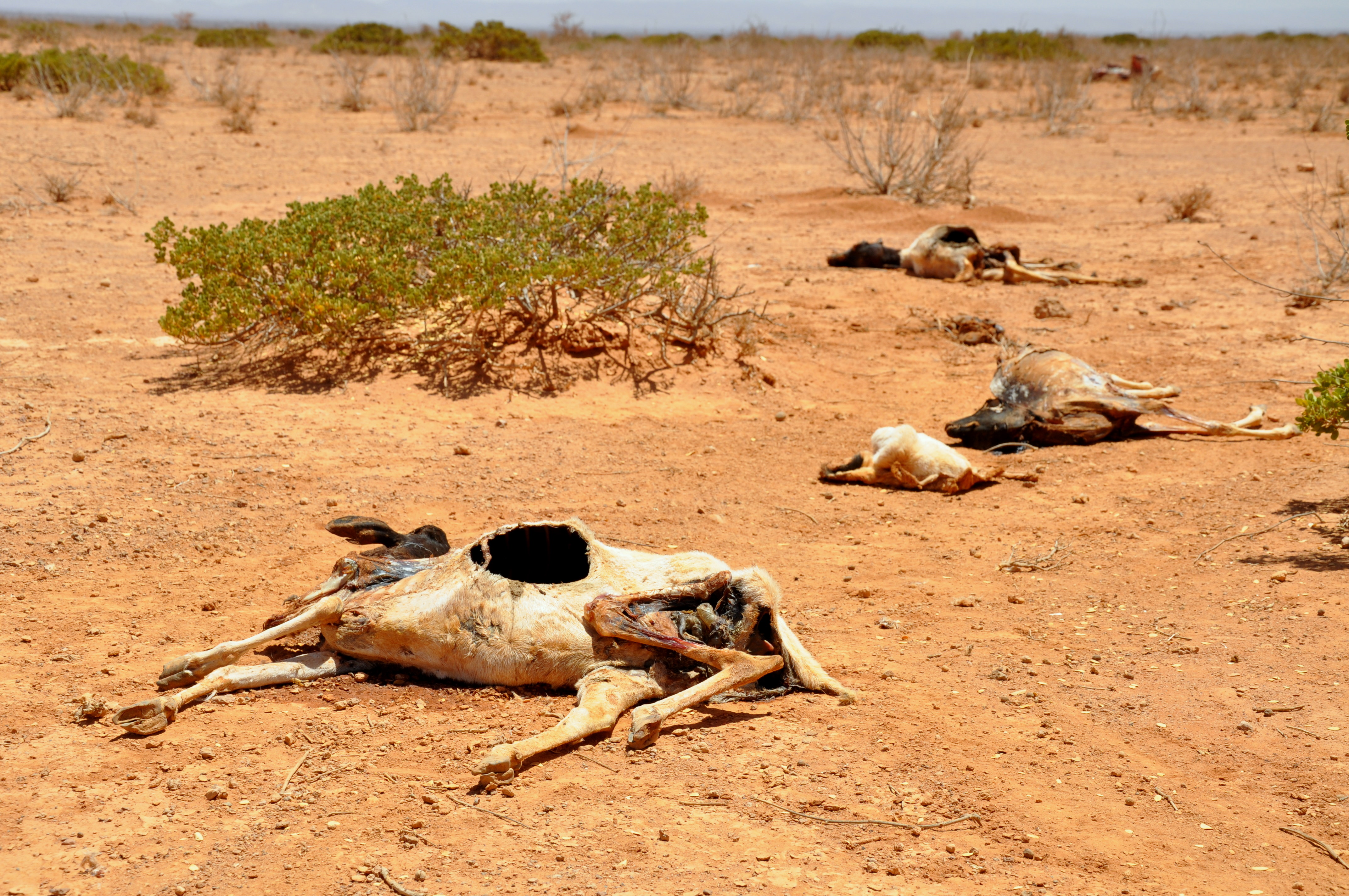
Susza w Somalii w 2011

Powierzchnia możliwa do wykorzystania pod rolnictwo jest większa od powierzchni wykorzystywanej rolniczo na świecie. Jednakże ponad 40% powierzchni Afryki stanowią tereny przydatne rolniczo dopiero po sztucznym nawodnieniu, na co państwa afrykańskie nie mają pieniędzy. Istotnym problemem rolnictwa, szczególnie w Rogu Afryki, jest zmienność warunków klimatycznych, a przede wszystkim susze, które powodują klęski głodu. W bogatych państwach arabskich problem ten jest rozwiązywany przez budowę obiektów hydrotechnicznych, wykorzystujących w niektórych przypadkach nawet odsalaną wodę morską. Braki wody pociągają za sobą trudności z lokowaniem przemysłu wykorzystującego wodę.
Kolejnym problemem jest zbyt duża liczba utrzymujących się z rolnictwa i niski stopień mechanizacji. Powoduje to, że na wielu obszarach dochody z gospodarstwa ledwo wystarczają na przeżycie. Problemem w wielu krajach są nieudane reformy rolne wzorowane na kolektywizacji rolnictwa w ZSRR.